# Ricard de Barberà Blay
Ricard de Barberà Blay (Reus, 17 de desembre de 1840 - Saragossa, 26 de novembre de 1889) va ser metge militar.
Estudià medicina i cirurgia a la Universitat de Barcelona, on es va llicenciar el 1863. Guanyà oposicions al cos de sanitat militar i va entrar d'ajudant metge a la guarnició de Tarragona. El 1864 va ser destinat a Barcelona, als serveis d'assistència de comandaments i oficials en actiu, lloc que ocupà fins al 1867, quan va ser destinat a Melilla i després a Ceuta. Tornat a la península, s'incorporà a les forces de Manresa i després a les de Barcelona, en les columnes que s'organitzaven per a la persecució de les partides carlines. Formava part d'una unitat militar que es desplaçava contínuament per les comarques gironines, on va ser nomenat sotsinspector mèdic. Pel seu comportament heroic li és concedida la Creu del Mèrit Militar amb distintiu vermell. Participà en la defensa d'Igualada, on va muntar un hospital de sang. El 1878 va ser destinat a la plantilla de l'hospital militar de Saragossa, del que en va ser director. Sembla que tenia problemes greus de salut i el 26 de novembre de 1889 es va suïcidar als voltants de la capital aragonesa, disparant-se un tret al front. La seva interessant biblioteca, de temes mèdics, va ser donada pel seu germà Pere de Barberà a la ciutat de Reus, i ara es troba a la Biblioteca Central Xavier Amorós d'aquella ciutat.